# Engelbert (Liesborn)
 Engelbert (* unbekannt; † 23. August 1198 in Liesborn) war von 1190 bis 1198 der vierte Abt des Benediktinerklosters Liesborn.

## Leben
Über Abt Engelbert ist wenig überliefert. Seine Regentenzeit umfasste laut Liesborner Chronik die Jahre 1190 bis 1198, doch diese Angaben sind nicht urkundlich gesichert. Während seiner verhältnismäßig kurzen Zeit als Abt habe Engelbert einen Weinberg auf Mackenbrock im Kirchspiel Beckum angelegt, den Kreuzgang im Kloster Liesborn errichtet und die Klosteranlage mit einem Graben umgeben.
Aus der Inschrift seiner Grabstätte geht hervor, dass Engelbert acht Jahre Abt des Klosters gewesen sein soll. Zudem überliefert sie, dass hundert Tage nach seiner Bestattung die Grabstätte am 1. Dezember 1198 errichtet wurde. Die Inschrift setzt Engelberts Todesdatum somit auf den 24. August, obgleich der Nekrolog und die Chronisten den 23. August als Todestag überliefern.